# Língua zulgo
Zulgo-Gemzek é uma língua falada no norte de Camarões Os dialetos são gemzek, mineo e zulgo (zəlgwa). Blench (2006) considera zəlgwa-minew e gemzek línguas distintas..
Zulgo-Gemzek é uma língua chadica com cerca de 26 mil falantes na provícia Extremo Norte. Em particular, falantes de zulgo-gemzek podem ser encontrados em Serawa, na subdivisão Tokombere da divisão Mayo-Sava, e também na divisão Mayo-Tsanaga, no sudoeste dessa província.. 
Zulgo-gemzek também é conhecido como zulgwa ou gemjek. Os dialetos incluem gemzek, mineo e zulgo. Alguns linguistas consideram zulgo e gemzel como línguas distintas. Existem diferentes maneiras de escrever zulgo e gemzek com o alfabeto latino.

## Dialetos
De acordo com o Atlas Linguístico dos Camarões (2012), o zelgwa e o minew formam uma única língua, chamada zelgwa minew. As variantes zelgwa e minew são muito próximas. O gemzek é bastante diferente dessas duas línguas e é tratado como uma língua separada pelo Atlas Linguístico dos Camarões..
Os Zelgwa, assim como os Gemzek, habitam os maciços de mesmo nome que formam a borda oriental das Montanhas Mandara, ao norte de Meri, bem como a planície vizinha a leste e o planalto a oeste (cantão de Sérawa, comuna de Tokombéré, departamento de Mayo-Sava. Os Minew habitam a borda ocidental das Mandara (cantão de Gaboua, comuna de Koza], departamento de Mayo-Tsanaga, Região do Extremo Norte), a cerca de 10 quilômetros de Sérawa. 
Gemzek e Zelgwa são duas línguas distintas, embora haja alguma inteligibilidade mútua entre elas. Os gemzek (8 a 10 mils) habitam o maciço gemzek, que forma a borda leste das Mandara] ao norte de Méri, bem como a planície adjacente a leste e o planalto a oeste (cantão de Sérawa], comuna de Tokombéré, departamento de Mayo-Sava, Região do Extremo Norte).

## Escrita
A Língua  usa o alfabeto latino

### Zulgo
A forma Zulgo usa as letras adicionais ə, ŋ, đ, ҍ
Não se usam as letras C, J, Q, V, X

### Gemzek
Usam-se as letras adicionais ŋ, ŋg đ, ҍ, œ, Dz, Gw, Hw, Nd, Ndz
A forma Gemzek não  usa as letra C e J

## Fonologia
Zulgo-Gemzek tem três tons fonêmicos: alto, médio e baixo

O Zulgo-Gemzek possui apenas dois sons vogais fonemas: Vogal central media ə e Vogal frontal aberta não arredondada a]] um dos menores inventários de vogais de qualquer língua do mundo.

### Consoantes
|                   |             | Labial | consoante alveolar | Palatal | Velar | Glotal |
| ----------------- | ----------- | ------ | ------------------ | ------- | ----- | ------ |
| Implosiva         | Implosiva   | ɓ      | ɗ                  |         |       |        |
| Plosiva           | tenuis      | p      | t                  |         | k     | ʔ      |
| Plosiva           | sonora      | b      | d                  |         | g     |        |
| Africada          | tenuis      |        | ts                 |         |       |        |
| Africada          | sonora      |        | dz                 |         |       |        |
| Fricativa         | ! surda     | f      | s                  |         |       | h      |
| Fricativa         | sonora      | v      | z                  |         |       |        |
| Lateral Fricativa | ! surda     |        | ɬ                  |         |       |        |
| Lateral Fricativa | sonora      |        | ɮ                  |         |       |        |
| Nasal             | Nasal       | m      | n                  |         | ŋ     |        |
| Aproximante       | Aproximante | w      | l                  | j       |       |        |

### Vogais
|        | Central |
| ------ | ------- |
| Medial | ə       |
| Aberta | a       |

### Tons
Zulgo-Gemzek tem três tons fonêmicos: alto, médio e baixo.

## Amostra de texto
Labara guvol gə Gaduwa nda Mere, asi a gə ba nda meve dəbo nde dərməka tsœɗ nde dzek tsamakar gər ŋgay təsəla ŋa ye. Aynekay duk asi a pana buwa : gə Gaduwa te ndzawa dze ti, i gər gəma dəriŋ i buwal a. Azəka madzala gər a zlətay ya, A mendze bəse nda buwal mbete kiya gə asiŋ gə mburo ye mbaŋa.  